# Joseph V. Graff

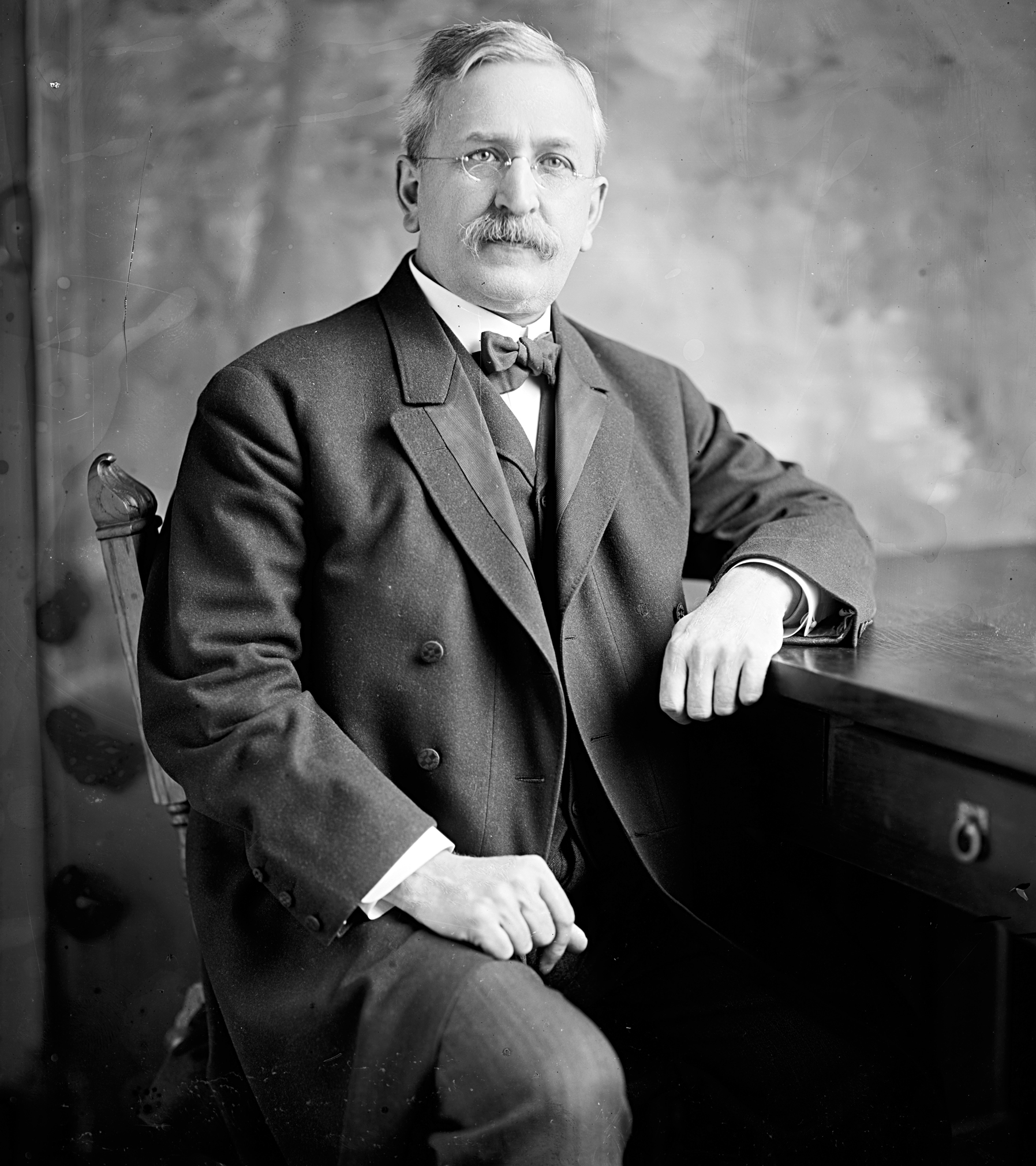
Joseph V. Graff

Joseph Verdi Graff (* 1. Juli 1854 in Terre Haute, Indiana; † 10. November 1921 in Peoria, Illinois) war ein US-amerikanischer Politiker. Zwischen 1895 und 1911 vertrat er den Bundesstaat Illinois im US-Repräsentantenhaus.

## Werdegang
Joseph Graff besuchte die Terre Haute High School und danach das Wabash College in  Crawfordsville. Im Jahr 1873 zog er nach Delavan in Illinois, wo er im Handel arbeitete. Nach einem anschließenden Jurastudium und seiner 1879 erfolgten Zulassung als Rechtsanwalt begann er in Delavan in diesem Beruf zu praktizieren. Später verlegte er seinen Wohnsitz und seine Kanzlei nach Pekin. Im Jahr 1891 wurde er Schulinspektor dieser Stadt. Außerdem leitete er den dortigen Bildungsausschuss. Politisch wurde er Mitglied der Republikanischen Partei. Im Juni 1892 nahm er als Delegierter an der Republican National Convention in Minneapolis teil, auf der Präsident Benjamin Harrison zur dann erfolglosen Wiederwahl nominiert wurde.
Bei den Kongresswahlen des Jahres 1894 wurde Graff im 14. Wahlbezirk von Illinois in das US-Repräsentantenhaus in Washington, D.C. gewählt, wo er am 4. März 1895 die Nachfolge von Benjamin F. Funk antrat. Nach sieben Wiederwahlen konnte er bis zum 3. März 1911 acht Legislaturperioden im Kongress absolvieren. In diese Zeit fiel der Spanisch-Amerikanische Krieg von 1898. Seit 1903 vertrat er den 16. Distrikt seines Staates. Von 1899 bis 1905 leitete Graff das Committee on Claims. Im Jahr 1910 wurde er nicht wiedergewählt.
Nach dem Ende seiner Zeit im US-Repräsentantenhaus arbeitete Joseph Graff als Anwalt in Peoria, wohin er im Jahr 1899 gezogen war. Außerdem stieg er in das Bankgewerbe ein. Er starb am 10. November 1921.